# Хушська єпархія
Хушська єпархія (рум. Episcopia Hușilor) — єпархія Румунської православної церкви з центром у місті Хуші. Входить до складу Молдавської та Буковинської митрополії. Об'єднує парафії та монастирі повіту Васлуй.
На 2014 рік до складу єпархії входило 280 парафій, об'єднаних у 3 протопопії (благочиння), та 16 монастирів, в яких проживали 250 ченців. У 500 храмах єпархії служило 275 священиків. Діяла духовна семінарія.
Правлячий архієрей єпископ Хушський Ігнатій (Триф) (з 2017 року).

## Історія

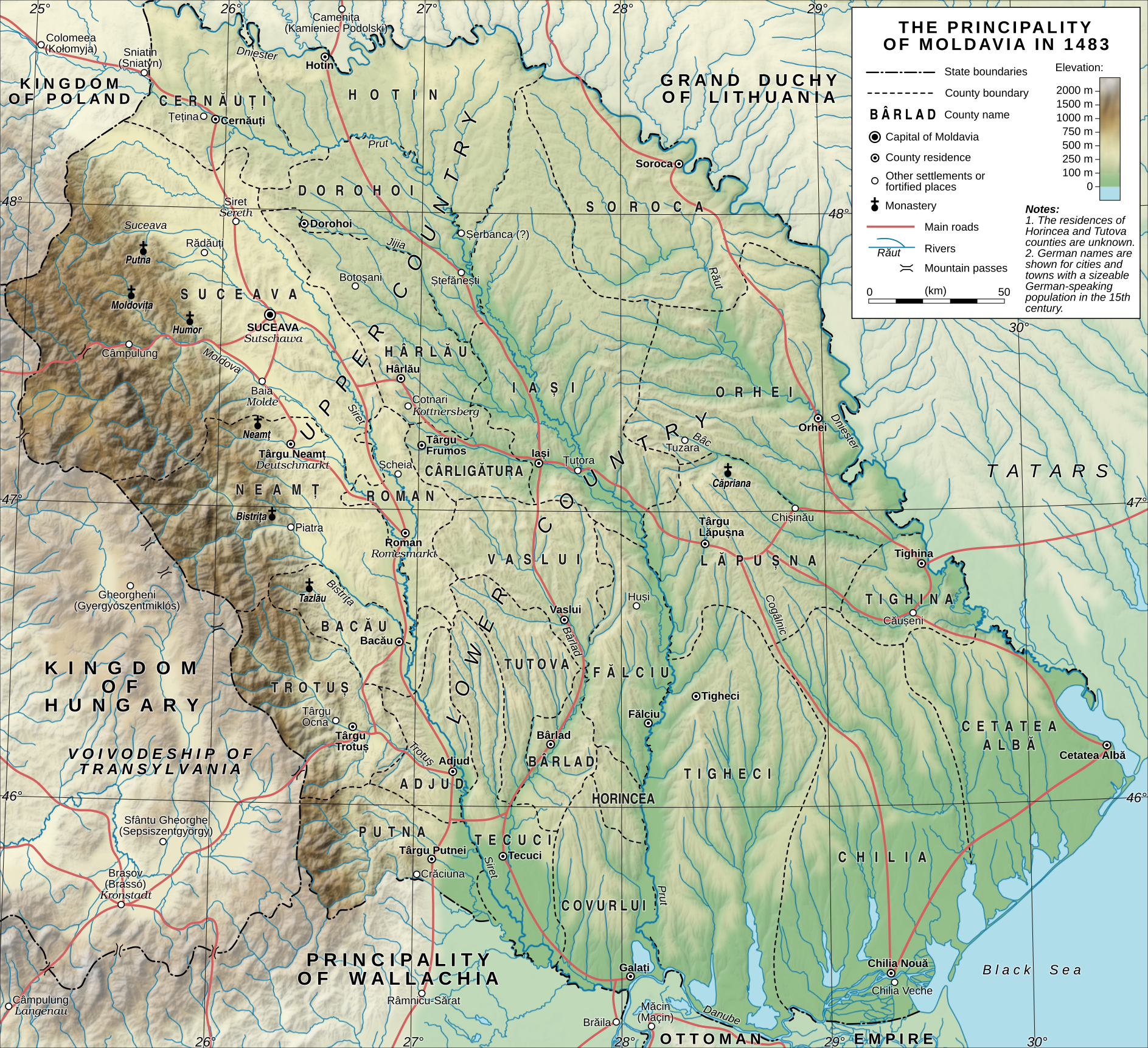
Карта Молдавського князівства

Першою достовірною документальною згадкою про існування Хушської єпархії є грамота молдавського господаря Єремії Могили від 15 грудня 1598 року, в якій був згаданий єпископ Хушський Іоанн. Оскільки в грамоті від 6 травня 1598 Хушська єпархія не згадувалася, то імовірно вона була заснована в період з травня по грудень 1598 року. Єпархія займала території Фальчийського, Лапушнянського, Орхейського та Сорокського повітів (див. карту).
У XVIII столітті була одним із центрів, де висвячували священників для правобережної України.
Після смерті Браїльського митрополита Даниїла в 1771 році повіти, що раніше входили до неї, а саме: Ізмаїльський, Кілійський, Аккерманський і Бендерський — передали в юрисдикцію Хушських єпископів. У 1774 Хушська єпархія повернулася до колишніх кордонів. Після приєднання Бессарабії до Російської імперії в 1812 всі території на схід від річки Прут перейшли в юрисдикцію Кишинівської єпархії Російської православної церкви, а в складі Хушської єпархії залишився тільки Фальчийський повіт.
У 1864—1878 роках до складу Хушської єпархії входило місто Кагул.
В 1949 Хушська єпархія була скасована і об'єднана з Романською єпархією, перейменованою в Романську і Хушську єпархію, але 15 вересня 1996 Хушська єпархія була відновлена.

## Єпископи
- Іоанн (1598—1605)
- Філофей (1605—1607) *
- Єфрем (1607—1608) *
- Йосип (1608—1611) *
- Митрофан (1616—1619) *
- Павло (1619—1620) *
- Митрофан (1620—1622) *
- Павло (1622—1626) *
- Митрофан (1626—1634)
- Георгій (1634—1645)
- Гедеон (1645—1653)
- Сава (1653—1656)
- Феофан (1656—1658)
- Дософтей (Баріле) (1658—1660)
- Серафим (1660—1667)
- Іоанн (1667—1674)
- Софроній (1674—1676)
- Калістрат (Вартика) (1676—1682)
- Митрофан (1682—1686)
- Варлаам (1686—1708)
- Сава (1709—1713)
- Йорест (1713—1727)
- Гедеон (1728—1734)
- Варлаам (1734—1735)
- Феофіл (1735—1743)
- Ієрофей (1743—1752)
- Інокентій (1752—1782)
- Яків (Стаматі) (1782—1792)
- Веніамін (Костакі) (1792—1796)
- Герасим (Кліпу-Барбовський) (1796—1803)
- Мелетій (Лефтер) (1803—1826)
- Софроній (Міклеску) (3 червня 1826 — 10 лютого 1851)
- Мелетій (Істраті) (1851—1857)
- Каллінік (Міклеску) (8 листопада 1858 — 15 січня 1861) в/у
- Мелхіседек (Стефанеску) (1859—1864)
- Діонісій (Романо) (листопад 1864 — травень 1865) в/у
- Йосиф (Георгян) (19 червня 1865 — 24 березня 1879)
- Каллінік (Діма) (1879—1885)
- Сільвестр (Беленеску) (10 грудня 1886 — 25 листопада 1900)
- Конон (Аремеску-Донич) (8 лютого 1902 — 14 лютого 1912)
- Никодим (Мунтяну) (18 лютого 1912 — 31 грудня 1923)
- Феофіл (Михейлеску) (1 січня — 1 березня 1924) в/в
- Яків (Антонович) (14 березня 1924 — 31 грудня 1931)
- Веніамін (Почитан) (31 грудня 1931 — березень 1934) в/в, єпископ Бирледський
- Ніфон (Крив'яну) (30 листопада 1933 — 30 листопада 1939)
- Григорій (Леу) (11 червня 1940 — 5 лютого 1949)
- Йоаким (Мареш) (4 липня 1996 — 24 квітня 2009)
- Корнилій (Оніле) (18 червня 2009 — 19 серпня 2017)
- Феофан (Саву) (19 серпня — 22 жовтня 2017) в/в, митр. Молавський та Буковинський
- Ігнатій (Триф) (з 5 жовтня 2017)

* датування в різних джерелах розходиться